# Acartauchenius desertus
Acartauchenius asiaticus é uma espécie de aranhas da família Linyphiidae encontradas no Cazaquistão. Foi descrita pela primeira vez em 1993.